# Карпун Владислав Миколайович
Владисла́в Микола́йович Карпу́н (нар. 27 липня 1998 — пом. 7 вересня 2018) — старший солдат 16-го окремого мотопіхотного батальйону «Полтава» Збройних сил України, загинув в ході російсько-української війни.

## Життєпис
Народився 1998 року у селі Велика Рублівка (Котелевський район, Полтавська область); закінчив великорублівську загальноосвітню школу. Щойно Владиславу виповнилось 18, у серпні 2016-го підписав контракт, пройшов підготовку в 169-му навчальному центрі «Десна». Старший солдат, стрілець зенітно-ракетного взводу 16-го окремого мотопіхотного батальйону «Полтава» 58-ї окремої мотопіхотної бригади.
7 вересня у обідню пору в ході бою зазнав вогнепального проникаючого поранення грудної клітки внаслідок обстрілу опорного пункту терористами на околиці смт Новгородське. Мобільна евакуаційна група батальйону надала першу медичну допомогу та доставила до шпиталю; військові лікарі протягом 6 годин боролися за його життя, але на жаль він помер.
11 вересня 2018 року похований в селі Велика Рублівка.
Без Владислава лишилися мама, сестра, дружина та син 2018 р.н.

## Нагороди та вшанування
- указом Президента України № 411/2018 від 5 грудня 2018 року «за особисту мужність і самовіддані дії, виявлені у захисті державного суверенітету та територіальної цілісності України, зразкового виконання військового обов'язку» — нагороджений орденом «За мужність» III ступеня (посмертно)[1]